# Trần Thanh Vân (kiểm sát viên)
Trần Thanh Vân (sinh năm 1959) là chính trị gia và cựu kiểm sát viên người Việt Nam. Ông từng giữ chức vụ Ủy viên Ban thường vụ Thành ủy, Trưởng Ban Nội chính Thành ủy Đà Nẵng, Viện trưởng Viện kiểm sát nhân dân thành phố Đà Nẵng.

## Tiểu sử
Trần Thanh Vân sinh năm 1959.
Trần Thanh Vân là Đảng viên Đảng Cộng sản Việt Nam.
Năm 2007, Trần Thanh Vân là Viện trưởng Viện kiểm sát nhân dân thành phố Đà Nẵng.
Ngày 28 tháng 9 năm 2010, tại phiên họp Đại hội Đảng bộ thành phố Đà Nẵng lần thứ 20, Trần Thanh Vân, Viện trưởng Viện Kiểm sát nhân dân thành phố Đà Nẵng được bầu vào Ban chấp hành Đảng bộ thành phố Đà Nẵng khóa 20 nhiệm kỳ 2010-2015.
Ngày 15 tháng 7 năm 2013, Thành ủy Đà Nẵng công bố quyết định số 7340/QĐ-TU thành lập Ban Nội chính Thành ủy Đà Nẵng. Ông Trần Thanh Vân, lúc này là Thành ủy viên Thành ủy Đà Nẵng, Viện trưởng Viện kiểm sát nhân dân thành phố Đà Nẵng, được điều động, bổ nhiệm làm Trưởng Ban Nội chính Thành ủy Đà Nẵng nhiệm kì 5 năm, hai Phó ban là Nhật Thành, Phó Trưởng Ban thường trực Ban chỉ đạo Phòng chống tham nhũng thành phố Đà Nẵng và ông Phạm Hà Bắc, Phó Trưởng Ban chỉ đạo phòng chống tham nhũng thành phố Đà Nẵng.
Ngày 30 tháng 7 năm 2013, Trần Thanh Vân được Viện trưởng Viện kiểm sát nhân dân tối cao Việt Nam Nguyễn Hòa Bình cho thôi giữ chức vụ Viện trưởng Viện kiểm sát nhân dân thành phố Đà Nẵng, miễn nhiệm chức danh Kiểm sát viên, thay thế Trần Thanh Vân làm Viện trưởng là ông Phan Trường Sơn, Phó Viện trưởng.
Ngày 16 tháng 10 năm 2015, tại Đại hội Đảng bộ thành phố Đà Nẵng lần thứ 21, Trần Thanh Vân được bầu làm ủy viên Ban chấp hành Đảng bộ thành phố Đà Nẵng khóa 21 nhiệm kì 2015-2020, sau đó được bầu vào Ban thường vụ Đà Nẵng khóa 21 với số phiếu bầu xếp thứ 11 trong 15 ủy viên Ban thường vụ.

## Kỉ luật
Ngày 25 tháng 2 năm 2018, Ban Chấp hành Đảng bộ thành phố Đà Nẵng đã có quyết định Kỉ luật Đảng với hình thức cảnh cáo đối với ông Trần Thanh Vân, Ủy viên Ban thường vụ Thành ủy, Trưởng Ban Nội chính Thành ủy Đà Nẵng, vì "có khuyết điểm, vi phạm trong việc tham mưu Ban thường vụ Thành ủy dẫn đến vi phạm quy định về thẩm quyền ban hành quyết định xác minh tài sản, thu nhập đối với cán bộ thuộc diện Ban thường vụ Thành ủy quản lý."